# Гуапиара
Гуапиара (порт. Guapiara)  —  муниципалитет в Бразилии, входит в штат Сан-Паулу. Составная часть мезорегиона Итапетининга. Входит в экономико-статистический  микрорегион Капан-Бониту. Население составляет 20 794 человека на 2006 год. Занимает площадь 407,619 км². Плотность населения — 51,0 чел./км².

## История
Город основан 2 мая 1872 года. 

## Статистика
- Валовой внутренний продукт на 2003 составляет 110.662.576,00 реалов (данные: Бразильский институт географии и статистики).
- Валовой внутренний продукт на душу населения на 2003 составляет 5.450,28 реалов (данные: Бразильский институт географии и статистики).
- Индекс развития человеческого потенциала на 2000 составляет 0,706 (данные: Программа развития ООН).